# Flickschupark

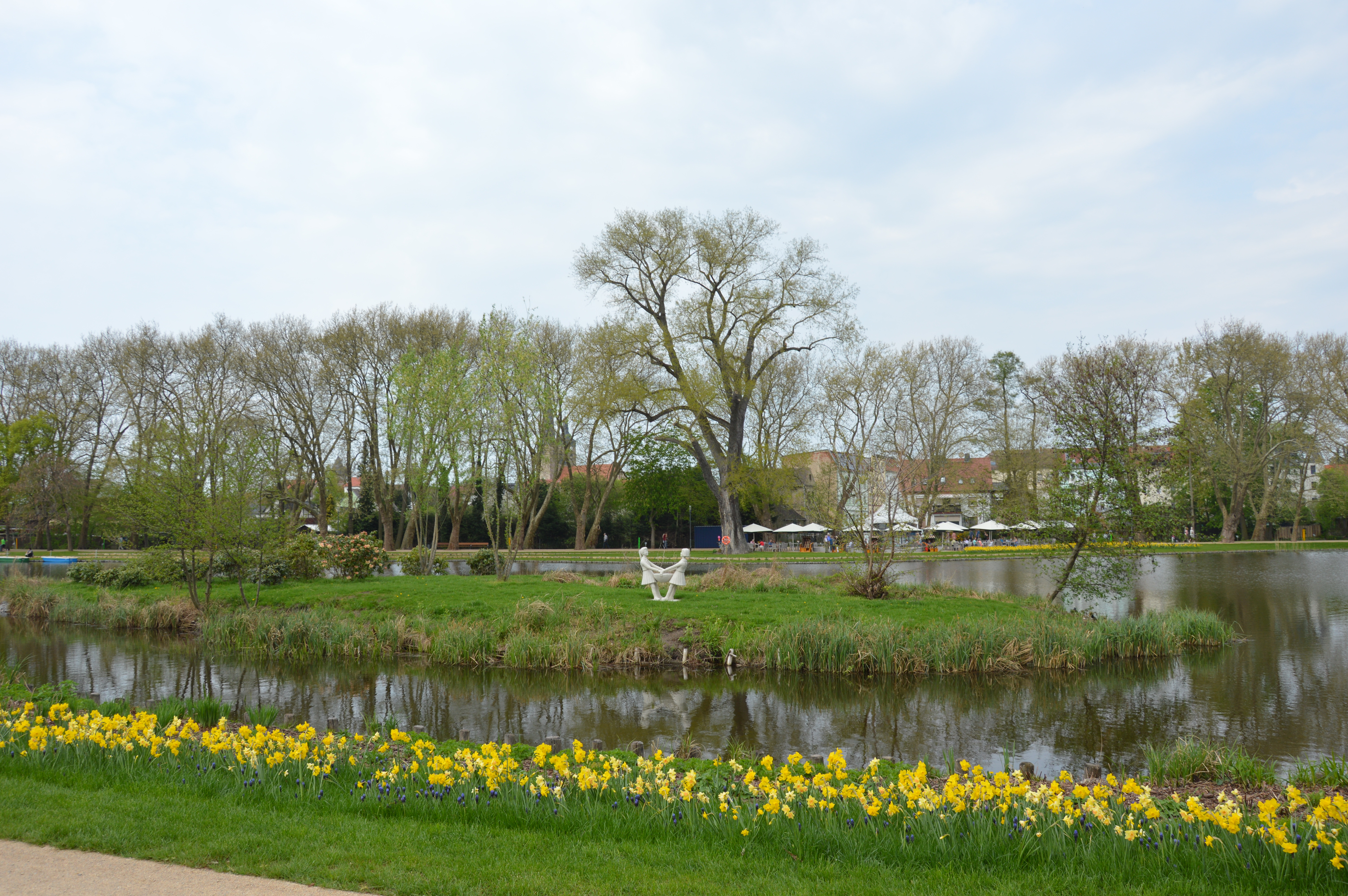
Flickschupark, Blick von Süden, April 2018

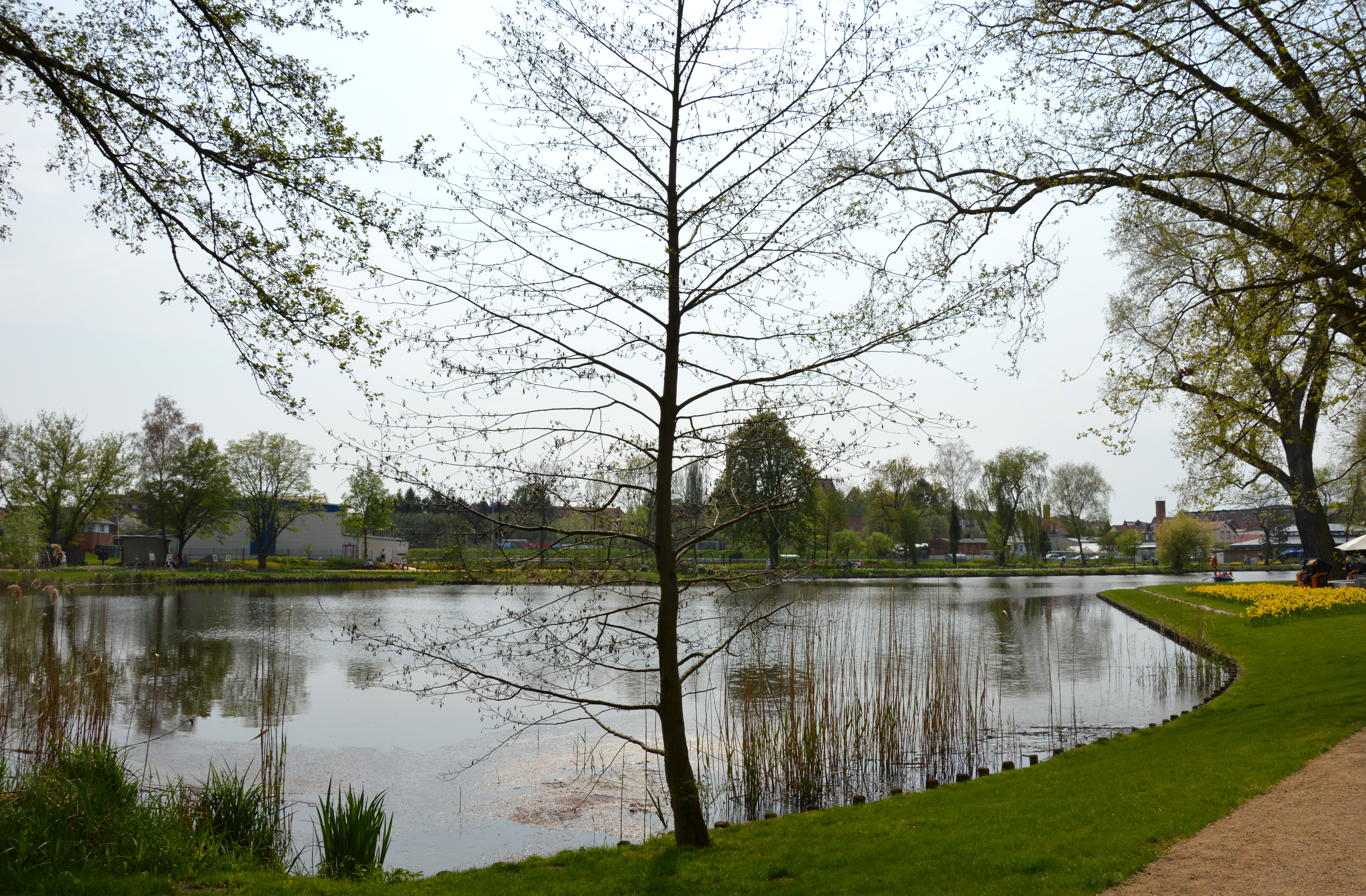
Blick über den Flickschuteich von Nordosten, April 2018

Der Flickschupark ist ein denkmalgeschützter Park in Burg (bei Magdeburg) in Sachsen-Anhalt.

## Lage
Er befindet sich östlich der Burger Altstadt, südlich des Laufs der Ihle.

## Anlage und Geschichte
Die Anlage des Parks geht auf die Stifterin Albertine Flickschu zurück, die der Stadt Burg einen Betrag von 175.000 Mark mit der Auflage vererbt hatte, davon möglichst nahe der Stadt eine öffentliche Parkanlage einzurichten. Als Parkgrundstück hatte die Stifterin dabei die sogenannte Bremer Wiese vorgesehen. Das Grundstück hatte sie bereits erworben, wobei die Stadt jedoch noch angrenzende Grundstücke dazu kaufen sollte. Um Jugendlichen im Winter das Schlittschuhlaufen zu ermöglichen, hatte Albertine Flickschuh die Anlage eines Teichs in der Parkanlage verfügt.
Nach dem Tod der Stifterin wurde im Jahr 1912 beschlossen, auf der nun bereits als Flickschuwiese bezeichneten Stelle einen Teich, den heutigen Flickschuteich, und vor dem Bahnhof Burg einen Park, den heutigen Goethepark, anzulegen. Die Pläne für den Flickschuteich samt Umgebung wurden vom Burger Gartenarchitekten Hans Schmidt erarbeitet. Er plante die Anlage des Teichs mit einem Rundweg auf der Südseite und der als Baumallee ausgeführten Ihlepromenade auf der Nordseite, parallel zur Ihle. Dabei sollte die nördlich der Ihle von Norden auf den Park zulaufende Ihlestraße durch den Bau einer Brücke (Ihlebrücke) bis zum Teichufer heranreichen.
Für den Flickschupark stellte die Flickschustiftung 25.000 Mark zur Verfügung. An der Ihlepromenade wurden 104 Platanen gesetzt. Außerdem wurden zwei Pappeln, 15 Kugelbuchsbäume, 25 Pyramidenpappeln, 500 Weißbuchen, 200 Tannen, 340 Rhododendren, 600 Sträucher, 460 Stauden, 1500 Einzelbäume, 400 einzelne Bäume und vier Weiden gepflanzt. Eine ursprünglich geplante Brücke zur im Teich angelegten Insel wurde aus Kostengründen nicht umgesetzt.
Der südliche Parkteil wurde landschaftlich gestaltet, der nördliche Teil nahm hingegen den regelmäßigen Charakter typischer Anlagen seiner Bauzeit auf. Auf der Südseite wechselten Gruppen von Bäumen und Sträuchern mit offenen Wiesen ab. Als Bäume waren hier Serbische Fichte, Hartriegel, Traubenkirsche und anderes gesetzt. Es ergaben sich Blickachsen an das nördliche Ufer und der Oberkirche Unser Lieben Frauen. Am östlichen und nördlichen Ufer waren Wiesen mit einzelnen Schwarzkiefern und Schwarzpappeln, am westlichen Ufer ein Laubengang aus Hainbuchen angelegt. Die Ufer selbst waren mit Farnen, Iris, Krokussen und Bach-Pestwurz bepflanzt. Insgesamt war die Anlage bestimmt vom Kontrast zwischen dem regelmäßig, auch mit von Taxushecken begrenzten Sitzgelegenheiten gestalteten Nordteil und dem landschaftlich frei gestalteten Südteil geprägt.
1922 waren die Arbeiten zur Anlage des Flickschuparks abgeschlossen. Ungefähr Ende der 1950er Jahre und in der Mitte der 1970er Jahre erfolgten Umbauten und Erweiterungen, wobei der Charakter des Parks jedoch weitgehend unverändert blieb. 1959 entstand am östlichen Ende des Parks ein Spielplatz mit Liegewiese. Am 17. März 2015 wurde der Flickschupark als Kulturdenkmal ausgewiesen und in das örtliche Denkmalverzeichnis aufgenommen.
Weitere umfangreiche Arbeiten am Park erfolgten im Vorfeld der Landesgartenschau Burg (bei Magdeburg) 2018, in die der Flickschupark einbezogen wurde. Dabei wurde die ursprüngliche Konzeption der Verbindung zwischen Stadt und Land aufgenommen und nach einer Planung von relais Landschaftsarchitekten weiterentwickelt. In diesem Zusammenhang wurde der westliche Zugang zum Park in eine platzartige Situation umgestaltet und das Teichufer auf der West- und Nordseite durch einen steinernen Steg und flache Natursteinabtreppungen erschlossen. Als Gegensatz zu dieser architektonischen Gestaltung wurde die südliche und östliche Uferkante als landschaftliches Ufer mit Wasserrandbepflanzung und Schilfzone ausformuliert. Die Insel im Teich wurde mit Rhododendren besetzt, auf 200 m² wurden im Teich Seerosen angelegt. Bänder aus Stauden- und Wechselfloren ziehen sich um den Teich. In den Wiesenräumen im Ostteil des Parks entstanden ein Aussichts- und Spielhügel sowie ein Wasserspielplatz.
Für die Dauer der Landesgartenschau wurden im Park neun Themengärten angelegt und zwei Cafés am Seeufer geschaffen.